# François de La Mothe Le Vayer (1588-1672)
Pour les articles homonymes, voir François de La Mothe Le Vayer.
François de La Mothe Le Vayer, né le 1er août 1588 à Paris où il est mort le 9 mai 1672, est un magistrat, philosophe, philologue et historien français, et l'un des principaux représentants de la pensée dite libertine au XVIIe siècle. Longtemps négligée, sous-estimée, voire dédaignée, malgré quelques études pionnières et la thèse fondatrice de René Pintard (1943), son œuvre fait l'objet, depuis la fin des années 1980, d'une réévaluation enthousiaste, dont témoignent de nombreuses rééditions et une abondante bibliographie critique.

## La vie et l'œuvre

### Jeunesse et maturité
Félix de La Mothe Le Vayer (1547-1625), père de François, substitut du procureur général au Parlement de Paris, appartenait à une grande famille du Mans. Un chroniqueur du temps le dit « homme savant ès langues grecque et latine, et bien versé en la jurisprudence, médecine, philosophie, mathématique, poésie, histoire, art de rhétorique et autres ». De sa femme, Gatienne Le Breton, il eut neuf enfants, dont François fut l'aîné.
Sur l'enfance et la jeunesse de François, on sait peu de choses. Il apprend, sans doute avec passion, le grec et le latin, dont ses œuvres sont littéralement truffées. Il étudie le droit à la faculté de Poitiers, où il est fait bachelier in utroque jure, puis licencié, en mai 1606. La même année, il est reçu substitut en survivance de son père.

Dans quel état d'esprit aborde-t-il l'âge adulte ? Il en dira quelques mots dans son dialogue « De la vie privée » : 

« Je n’ai pas été moins que vous touché d’ambition de paraître : il n’y a rien que je n’eusse tenté pour satisfaire à cette passion. […] Quant aux richesses, encore que cette passion n’ait jamais été en moi qu’en un degré beaucoup plus faible et remis, si est-ce que je tenais bien avec l’espagnol el senor dinero por un gran cavallero […] Pour ce qui est des plaisirs qui accompagnent ces honneurs et ces richesses, ma complexion ne me rendait incapable d’aucuns d’eux, et j’avais des inclinations naturelles aussi puissantes, peut-être, qu’aucun autre à m’en faire rechercher la jouissance. »

Dans son Hexaméron rustique, publié deux ans avant sa mort, il reviendra, très allusivement, sur cette première partie de sa vie : 

« Je ne prétends pas vous faire passer ma jeunesse pour avoir été des plus innocentes. Elle a eu ses transports et ses saillies, dont je ne me puis souvenir sans tomber dans une honteuse confusion. Tout de bon, je ne me reploie jamais vers ce temps-là, et ne me remets en mémoire ces égarements passés, sans admirer les mauvais pas que j’y ai faits. »

Le 11 juillet 1622, il épouse Hélène Blacvod, fille du philosophe d'origine écossaise Adam Blackwood et veuve depuis onze ans de George Crichton, dit Critton, jurisconsulte et helléniste également écossais, professeur au Collège royal de France. Dans son dialogue « Du mariage », il assurera à ses interlocuteurs qu'il n'est « entré dans le mariage que par des mouvements supérieurs, en un temps auquel [sa] volonté s'assujettissait par divers respects à celle d'autrui ».
Au moment de son mariage, il habite encore chez son père, rue Hautefeuille, mais il semble s'être déjà fait un nom dans les compagnies lettrées de la capitale. Une trentaine d'années plus tard, son ami Michel de Marolles, évoquant dans ses Mémoires la haute figure de Marie de Gournay, « fille d'alliance » de Montaigne, notera, sous la date de 1623, que « plusieurs savants hommes la visitaient fort souvent, et la bonne damoiselle comptait au rang de ses meilleurs amis M. de La Mothe Le Vayer [et d'autres], tous assez connus dans la république des lettres ».
Vers le même temps, ou peu après, il est introduit dans l'académie ou « cabinet » des frères Pierre et Jacques Dupuy, dont les réunions se tiennent chaque jour à l'Hôtel de Thou, non loin de chez lui. Il y côtoiera pendant de longues années quelques-uns des principaux érudits et savants de l'époque.

Félix de La Mothe Le Vayer étant mort le 25 septembre 1625, son fils lui succède dans sa charge. On ne sait quand précisément il s'en démit, ni dans quelle mesure il l'exerça vraiment. Quoi qu'il en soit, ce fut sans passion, comme il le suggérera plus tard dans un de ses savoureux « petits traités en forme de lettres écrites à diverses personnes studieuses » : 

« En vérité, je respecte autant que je dois les hommes de robe, mais je vous confesse que les abus qui s'y commettent ont beaucoup fortifié l'aversion naturelle que j'ai toujours eue à m'y attacher. L'objet des occupations d'un Palais de Chicane m'a toujours fait cabrer l'esprit, quelque honneur qui m'y parût joint ou quelque utilité que j'y visse annexée. Et je ne pense pas que celui de personne ait jamais plus souffert que le mien, autant de fois que j'ai été contraint d'en prendre quelque notion confuse. […] L'ignorance même de ce que ce métier a de plus fin m'a toujours plu et l'inclination que j'avais, étant jeune, pour la philosophie me faisait tirer quelque vanité de n'entendre rien aux affaires de Thémis. »

Au cours de cette même décennie, il voyage en Angleterre et en Espagne aux côtés de Guillaume Bautru, comte de Serrant, ambassadeur extraordinaire de Louis XIII et l'un des favoris du cardinal de Richelieu. « C'est le temps de ma vie, écrira-t-il, que j'estime avoir le mieux employé, depuis lequel je me suis donné la liberté de la former et en régler le cours selon que la raison m'a fait voir qu'il était pour le mieux. »
Vers la fin des années 1620, il fait la connaissance de Gabriel Naudé, Pierre Gassendi et Élie Diodati, avec lesquels il formera la fameuse « Tétrade » étudiée par René Pintard dans son Libertinage érudit dans la première moitié du XVIIe siècle.

### LesDialogues faits à l'imitation des anciens
Dans les premiers mois de 1630, il fait imprimer sans permission et à un très petit nombre d'exemplaires, sous le pseudonyme d'Orasius Tubero et sous une date et une adresse fantaisistes (Francfort, chez Jean Sarius, 1506), les quatre premiers de ses Dialogues faits à l'imitation des anciens  : 1. « De la philosophie sceptique » ; 2. « Le banquet sceptique » ; 3. « De la vie privée » ; 4. « Des rares et éminentes qualités des ânes de ce temps ». Ils seront suivis de la publication, sous une date à peine moins fantaisiste (1606) de Cinq autres dialogues du même auteur faits comme les précédents à l'imitation des anciens : 1. « De l'ignorance louable » ; 2. « De la divinité » ; 3. « De l'opiniâtreté » ; 4. « De la politique » ; 5. « Du mariage ».
René Pintard s’est attaché à déchiffrer les pseudonymes sous lesquels La Mothe Le Vayer désigne les interlocuteurs de ses dialogues : Cassander est Gassendi, Télamon Gabriel Naudé, Xenomanès François-Auguste de Thou, Melpoclitus René de Chantecler, Marcellus Guillaume Colletet, Eleus François Luillier, père du célèbre Chapelle, etc. L’auteur lui-même se met en scène sous les pseudonymes d’Orasius Tubero, Orontès, Hésychius et Philoclès.

Dans la « Lettre de l’auteur » placée en tête du premier volume, La Mothe Le Vayer précise dans quel esprit il a écrit et fait imprimer ces dialogues : 

« … La liberté de mon style méprisant toute contrainte, et la licence de mes pensées purement naturelles, sont aujourd’hui des marchandises de contrebande et qui ne doivent être exposées au public. […] L’obscurité de l’avenir me fait ignorer s’il sera jamais temps auquel ces choses puissent plaire ; mais je sais bien que pour le présent elles seraient de fort mauvais débit. […] Moquons-nous des suffrages d’une sotte multitude, et dans le juste mépris d’un siècle ignorant et pervers, jouissons des vrais et solides contentements de nos entretiens privés. »

De l'avis de tous les commentateurs, ce premier livre est de loin le meilleur de son auteur. On y trouve développés, avec beaucoup d'audace et une très grande liberté de ton, tous les thèmes qu'il reprendra et développera pendant les quarante années suivantes.

À ceux qui lui reprochent une « oisiveté casanière », un « train de vie si retirée et particulière », il oppose avec un lyrisme de jeune homme un véritable programme d'action philosophique : 

« Pourvu que mon âme puisse conserver sa liberté et que ses fonctions ne soient oppressées sous le faix de vos importunes affaires, exempte de passion et de trouble, elle trouvera partout les dieux avec qui converser, elle se promènera par toute l’étendue de la nature, et, par le moyen d’une forte et vigoureuse contemplation, fera des voyages de long cours et des navigations spirituelles, où elle découvrira des Amériques et des nouveaux mondes, pleins de richesses et de merveilles jusqu’ici inconnues. […] Croyez-vous qu’il ne se trouve pas tous les jours, au globe intellectuel, des lieux non encore défrichés ni cultivés, comme nous en voyons paraître au matériel, qui n’ont été vus ni habités jusques ici de personne que l’on sût ? C’est une des correspondances et un des rapports qui se trouve le plus véritable du grand au petit monde. Que si la découverte ne se fait en l’un comme en l’autre, ce n’est que faute de courage ou d’adresse, l’art de spéculer et méditer, qui est cette navigation spirituelle, étant méprisé ou délaissé tout à fait, et chacun se contentant de la connaissance ou science de ses pères, comme nous faisons des terres de ce pays, sans nous soucier de celles de Canada. Mais quand il se trouve des âmes héroïques, comme des Tiphis ou des Colombs, dans cet océan spirituel, ils suivent des routes toutes nouvelles et font descente en des pays inconnus, pleins de raretés et d’admiration. »

Aussi étonnant que cela paraisse, ni le livre ni son auteur ne firent l'objet de quelconques poursuites. Cela a conduit les historiens à présumer, sans qu'aucun document officiel ne l'atteste, que dès cette époque, et sans doute même depuis le temps de ses voyages en Angleterre et en Espagne, La Mothe Le Vayer avait accès au cabinet de Richelieu.

### Sous le patronage de Richelieu
De 1633 à 1638, il met sa plume au service de la politique étrangère du cardinal, hostile à la Maison d'Espagne et favorable à des alliances avec les protestants de Hollande, de Suède et de Suisse. Paraissent ainsi successivement quatre Discours  : Sur la bataille de Lutzen, Sur la proposition de trêve aux Pays-Bas, De la contrariété d'humeurs qui se trouve entre certaines nations, et singulièrement entre la française et l'espagnole, dédié à Richelieu, et De l'histoire, où est examinée celle de Prudence de Sandoval, chroniqueur du feu roi d'Espagne Philippe III et évêque de Pampelune, qui a écrit la Vie de l'empereur Charles-Quint, également dédié à Richelieu, comme le seront toutes les œuvres que La Mothe Le Vayer fera paraître jusqu'à la mort du cardinal, en décembre 1642.

En décembre 1633, le frère minime Marin Mersenne, auteur naguère d'un essai intitulé La Vérité des sciences. Contre les sceptiques ou pyrrhoniens, donne, en complément de ses Questions harmoniques (p. 84-276), un long Discours sceptique sur la musique, dont l'auteur, La Mothe Le Vayer, n'est pas nommé, mais que Mersenne présente en des termes : « Le discours qui suit suppléera à tout ce que j'ai omis et fera voir l'excellence de l'esprit de celui qui l'a fait en ma faveur… » Ce Discours sera réimprimé en 1637, à la suite du Petit discours chrétien de l'immortalité de l'âme, précédé d'un avis du libraire au lecteur qui sort probablement de la plume du philosophe :

« Il y a plus de six ans que le R.P. Mersenne donna au public, dans ses Questions harmoniques, ce Discours sceptique, qui avait été fait en sa considération. Ce fut avec plus de louanges à l'auteur qu'il n'eût désiré pour un ouvrage qu'il n'avait entrepris, comme on peut bien s'apercevoir, que par forme de jeu. Mais je sais qu'il fut fort fâché d'en voir l'impression si imparfaite qu'elle était, tant pource qu'il ne l'avait pas mis en état d'être rendu public, que parce qu'il se perdit beaucoup de petits papiers qui étaient attachés à son manuscrit. J'ai cru que je vous obligerais de vous présenter, en suite du Traité précédent de l'Immortalité de l'âme, celui-ci tel que je l'ai pu avoir et certainement tout autre qu'il n'était, puisque ce sont des pièces d'une même main et qui n'ont pas d'ailleurs si peu de rapport ensemble qu'il ne se soit trouvé des philosophes, à ce que j'apprends ici, qui ont cru que nous ne vivions que par le moyen de la musique et qui n'ont pris l'âme que pour une parfaite harmonie. »

En 1635, il séjourne en Italie en qualité de secrétaire du maître des requêtes Pomponne II de Bellièvre, ambassadeur extraordinaire auprès des princes italiens et futur premier président du parlement de Paris.
De retour à Paris, il s'attelle à la composition d'un Petit discours chrétien de l'immortalité de l'âme, pour « complaire, écrit-il, à [ses] amis qui ont requis de [lui] ce petit travail ». Le livre paraîtra au début de 1637 et sera suivi quelques mois plus tard d'un Corollaire au Petit discours chrétien de l'immortalité de l'âme, deux textes que René Pintard n’hésite pas à qualifier de « nouvelle trahison de son idéal de philosophe ».

Au cours de l'été 1636, alors qu'il se rend à Poitiers dans la famille de sa femme, il fait un détour par Loudun, théâtre naguère du martyre d'Urbain Grandier, où il assiste, écrit-il à Pierre Dupuy : 

« à l'exorcisme de six ou sept prétendues possédées et que je vous puis assurer faire les plus étranges mouvements et tomber dans les plus horribles convulsions qu'on puisse imaginer. Je ne croirai jamais qu'il y ait de l'imposture de la part de tant de filles religieuses, la plupart de bonne maison, et de tant de bons pères capucins, jésuites et autres. Mais n'ayant pu remarquer aucun signe certain de possession, comme d'entendre et parler plusieurs langues, de révéler les choses inconnues du passé et prédire les futures, et de tenir les corps en l'air ou autres actions surnaturelles, je suis contraint de tenir indécis s'il y a maladie ou véritable possession, bien que je me porte, dans le doute, plus volontiers à l'opinion la plus pieuse, qui est la dernière, selon que vous savez que j'ai coutume de faire en semblables occasions. »

En octobre 1638, il publie ses Considérations sur l’éloquence française de ce temps.
Le 15 février 1639, il est reçu à l’Académie française, où il succède au mathématicien et traducteur Claude-Gaspard Bachet de Méziriac.

Au printemps 1640, il fait paraître un essai intitulé De l’instruction de Monseigneur le Dauphin. Richelieu songe alors à faire de lui le précepteur du futur Louis XIV, mais Anne d'Autriche lui préfèrera l'abbé Hardouin de Péréfixe de Beaumont. Gabriel Naudé écrira plus tard : 

« … [Je m'étais] toujours persuadé qu’une des [plus] difficiles choses qui fût à la cour était le choix des hommes. Mais je l’éprouvai entièrement lorsqu’il fut question de donner un précepteur au roi ; car l’intention de la reine et de ses ministres étant de commettre à cette charge l’un des plus suffisants et des plus renommés et estimés personnages qui fût en France, on jeta premièrement les yeux sur Monsieur de La Mothe Le Vayer, comme sur celui que le cardinal Richelieu avait destiné à cette charge, tant à cause du beau livre qu’il avait fait sur l’éducation de Monsieur le Dauphin, qu’eu égard à la réputation qu’il s’était acquise, par beaucoup d’autres compositions françaises, d’être le Plutarque de la France. Mais la reine ayant pris résolution de ne donner cet emploi à aucun homme qui fût marié, il fallut par nécessité songer à un autre… »

En novembre 1641, il fait paraître De la vertu des païens, dédié à Richelieu, qui en est sans doute le commanditaire. Une seconde édition, « augmentée des preuves des citations », paraîtra en 1647.

### Les années Mazarin

#### Première retraite
En février 1643, il dédie au cardinal Mazarin, qui vient d'entrer au Conseil du royaume, un bref essai intitulé De la liberté et de la servitude, dont Richelieu avait déjà accepté la dédicace et qui sera traduit en anglais par John Evelyn au cours de son séjour parisien de 1647.
Au cours des quatre années suivantes, il fait paraître successivement quatre volumes d'Opuscules ou petits traités.
Dans la même veine, mais sur un mode plus satirique, il publie, en 1646, un Opuscule, ou Petit traité sceptique sur cette commune façon de parler : n'avoir pas le sens commun, dédié à Hugues de Lionne.
En 1646 également, paraît un Jugement sur les anciens et principaux historiens grecs et latins dont il nous reste quelques ouvrages, dédié à Mazarin,. Dans son « avant-propos », l'auteur remercie chaleureusement pour leur « grande assistance… diverses personnes qui ont favorisé [son] entreprise », au premier rang desquelles « Messieurs du Puy [Dupuy] qui les premiers [l'y] ont porté » et Gabriel Naudé, bibliothécaire du cardinal Mazarin, « qui a voulu ajouter aux effets de son humanité ordinaire, ceux d'une ancienne et très-parfaite amitié ».

« En l'absence de l'auteur » et « par l'avis d'un de ses amis », le libraire a ajouté, p. 325 et suivantes, un texte intitulé Préface d'une histoire. L'histoire en question doit être un essai d'histoire « immédiate », ou du moins contemporaine. La Mothe Le Vayer y assure, en effet, à son lecteur (p. 330) « qu'il n'y a rien [qu'il] ne soit prêt de lui justifier par des titres irréprochables et [qu'il ne se] puisse vanter d'avoir pris dans les plus curieux registres et les plus fidèles mémoires de notre temps, puisque ce sont les originaux des ambassadeurs, des secrétaires d'État et des premiers ministres de cette couronne ». Et L'historien d'achever cette Préface en justifiant son choix de reporter dans un avenir indéterminé la publication de son ouvrage : 

« Je laisse à la postérité, pour qui j'ai mis la main à la plume, le jugement de mes veilles. De même que les Histoires ne doivent être écrites principalement que pour elle, selon l'avis de Lucien, il n'y a qu'elle aussi, comme plus exempte de passion, qui les puisse mettre à juste prix. […] Et certes, j'ai toujours cru qu'il était des Histoires comme des statues, où l'on observe mille délicatesses quand elles doivent être vues de près, que l'art rejette si elles sont pour être regardées de loin. Une narration aussi qui se fait plus pour le présent que pour l'avenir a besoin de beaucoup de flatteries, comme autant de mignardises, qui ne seraient pas bonne au siècles suivants, où rien ne se lit plus volontiers qu'une vérité hardie et, s'il faut ainsi dire, grossière et sans déguisement. La plupart des personnes qui se servent de miroirs sont bien aises qu'ils les flattent, et il y en a fort peu qui se plaisent à se voir dans l'Histoire, si elles n'y sont représentées avec avantage. Il est donc à propos de tenir couvertes pour quelque temps ces glaces qui rendent les formes des choses telles qu'elles sont, attendant qu'une autre saison, moins intéressée et moins sujette à toute sorte de passions, que les années seules peuvent modérer, souffrent des jugements plus équitables. Tout ce que je demanderai pour lors au public, c'est qu'on apporte à la lecture de cette histoire un esprit autant indifférent et aussi peu partial que je pense l'avoir eu quand je l'ai écrite. »

En 1647, Vaugelas ayant (enfin) publié ses Remarques sur la langue française, dans la préface desquelles il est assez clairement pris à partie, La Mothe Le Vayer riposte dans quatre Lettres touchant les nouvelles Remarques sur la langue française, toutes quatre dédiée à Gabriel Naudé.
En juillet 1648, il fait paraître un volume de Petits traités en forme de lettres écrites à diverses personnes studieuses, qu'il dédie à Mathieu Molé, premier président du parlement de Paris. Ce premier volume (il y en aura quatre autres (1651, 1654, 1659, 1660), contient soixante lettres, dont les destinataires, si tant est qu'ils soient tous réels, ne sont pas nommés. Y sont incluses les quatre lettres adressées l'année précédente à Gabriel Naudé.

Au début du mois d'août, il quitte Paris pour la province. L'abbé Bourdelot, écrit à un correspondant italien : 

« … Ledit sieur de La Mothe [le Vayer] partit il y a trois jours, seul, pour aller du côté de Lyon, et de là en Provence, Italie, ou en Gascogne. Il dit que c’est pour sa santé qu’il voyage, quelques-uns disent que c’est pour passer quelque grand chagrin dont nous ne savons pas le sujet. »

On ne sait combien de temps durera ce voyage, dont les raisons restent inconnues. En tout cas, il exclut La Mothe Le Vayer de la fameuse « débauche » de Gentilly, à laquelle Gabriel Naudé convie Gui Patin et Pierre Gassendi à la fin d'août.

#### Le préceptorat
Au printemps 1649, Anne d'Autriche et Mazarin lui confient l’éducation de Philippe d'Anjou, alors âgé de huit ans et demi. Il prend ses fonctions le 23 juin. Elles le retiendront à la cour pendant onze ans et demi. Le 13 juillet, Gui Patin écrit à un correspondant lyonnais : 

« M. de La Mothe Le Vayer a été depuis peu appelé à la cour et y a été installé précepteur de M. le duc d’Anjou, frère du roi. Il est âgé d’environ soixante ans, de médiocre taille, autant stoïque qu’homme du monde, homme qui veut être loué et ne loue jamais personne, fantasque, capricieux, et soupçonné d’un vice d’esprit [i.e. l’athéisme] dont étaient atteints Diagoras et Protagoras. »

Deux ans plus tard, le vieux précepteur écrira, dans la Suite de petits traités en forme de lettres écrites à des personnes studieuses (Lettre LXII, « De la méditation ») : 

« Vous ne me reprocheriez pas tant ce que vous m’avez ouï dire assez souvent en faveur de la vie contemplative, si vous saviez de quelle façon, lorsque j’y pensais le moins, je me suis vu comme transporté dans celle qui lui est opposée. En effet, me trouvant dans la pleine quiétude d’une vie privée, et m’y promenant, s’il faut ainsi dire, le long du rivage, un coup de mer, avec un vent inespéré, m’ont jeté tout à coup au milieu de la cour. […] Je ne perds pas l’espérance de regagner un jour le port et d’aller retrouver, comme Platon, l’agréable loisir de l’Académie, après avoir passé quelque temps dans une cour qui laisse beaucoup plus d’honnête liberté que celle qu’il quitta. »

Il passe toute l'année 1650 à la suite de la cour en qualité de précepteur : du 1er février au 29 juin en Normandie, du 4 juillet au 18 novembre en Aquitaine. C'est au cours de cette période que son fils François fait paraître son Parasite Mormon. En novembre de la même année, il recueille chez lui Honorée Le Bel de Bussy, nièce de sa femme, qui restera attachée à sa maison jusqu'au remariage du philosophe, en 1664.
Le 9 mars 1651, il se voit accorder par le garde des sceaux Charles de l'Aubespine, marquis de Châteauneuf, un privilège royal signé par son collègue académicien Valentin Conrart et valable « durant l’espace de vingt ans à compter du jour que chaque volume ou traité sera achevé d’imprimer pour la première fois » pour l'impression de tous ses ouvrages à venir : « traités, lettres, opuscules et autres pièces de sa composition ».
En mai 1652, au plus fort de la Fronde des princes et alors que Mazarin est loin de Paris, Anne d'Autriche charge La Mothe Le Vayer, déjà précepteur de Philippe d'Anjou, de prendre le relais de Hardouin de Péréfixe pour achever l’instruction du roi. On ne sait combien d'années précisément durera ce double préceptorat, mais René Kerviler observe que les traités de L'Économique, de La Politique et de La Logique, publiés respectivement en 1653, 1654 et 1655, sont adressés explicitement au roi : « Sire, soit qu'on nomme la logique un art, une science ou une faculté… »

En juillet 1653, Gabriel Naudé meurt à Abbeville, alors qu'il revenait de Suède à Paris. Dans une lettre écrite quelques semaines plus tard à Michel Neuré, leur ami commun, Gassendi confiera :

« … la douleur que j'ai conçue de la mort du fameux Naudé, tête de loin très chère. […] Un heureux destin maintient encore en vie des hommes remarquables, Élie Diodati et François La Mothe Le Vayer. Tous les quatre nous avions souvent l'habitude de nous réunir et de séjourner à la campagne, et surtout avant que Naudé ne parte en Italie, il y a plus de vingt-deux ans. »

En décembre de la même année, est achevée d'imprimer une édition de ses Œuvres en deux volumes, préparée par son fils et précédée d'une dédicace à Mazarin signée du même ; on y trouve tous les textes publiés jusqu'à cette date, à l'exception des Dialogues faits à l'imitation des anciens. Une deuxième édition paraîtra en 1656, une troisième en 1662.

Le 26 octobre 1655, il fait partie de la « belle compagnie » qui accompagne la dépouille de son ami Gassendi à l'église Saint-Nicolas-des-Champs, où elle sera déposée dans le caveau familial de son hôte Henri Louis Habert de Montmort : il y a là Gui Patin, Jean de Launoy, Pierre Bourdelot, Ismaël Boulliau, Jacques Dupuy, Samuel Sorbière, Gilles Ménage, Jean Chapelain, Claude Quillet, les frères Valois, et d'autres. Quelque temps après, La Mothe Le Vayer écrira à un correspondant non nommé :

« Je vous ai autrefois écrit la mort du P. Baranzan, de M. de Chantecler, du P. Mersenne, de Messieurs Feramus, Naudé, Guyet, et quelques autres amis, si nous en avons eu d'aussi intimes que ceux-ci ; je vous annonce celle de M. Gassendi, qui vous touchera sans doute autant que son mérite était grand et que vos inclinations ont toujours eu de rapport aux siennes. »

Sa femme Hélène Blacvod meurt au mois de décembre suivant. Quelques mois plus tard, leur fils, qui est désormais dans les ordres, fait donation au philosophe de la part lui revenant de la succession de la défunte.
Parmi les morts qui l'ont affecté au cours cette année, on peut sans doute ajouter celles, en avril, de François Guyet, et en juillet, d'un ami de son fils, Savinien de Cyrano de Bergerac, dont il mentionnera l’Agrippine en termes flatteurs et qui, dans ses États et empires de la Lune, faisait dire au Démon de Socrate : « J'ai fréquenté en France La Mothe Le Vayer et Gassendi : ce second est un homme qui écrit autant en philosophe que ce premier y vit. »

### Une retraite studieuse
Le mariage, en mars 1661, de Philippe d'Orléans avec sa cousine Henriette d'Angleterre, met fin officiellement aux fonctions préceptorales de La Mothe Le Vayer. Dès le mois d'avril, il fait paraître, sans nom d'auteur, la première partie (il y en aura trois) d'un essai intitulé Prose chagrine, au seuil duquel il écrit : 

« Le chagrin qui me possède présentement m'envoie au cerveau des fumées si contraires à toute conversation que pour aucunement les dissiper, nonobstant leur agrément, qui me flatte, ou pour, en quelque façon, les évaporer au cas que leur charme soit si dangereux qu'on le dit, il faut que je m'en décharge sur le papier. Pourquoi non ? Le loisir que la cour me donne présentement me fournit assez de temps pour cela, et il me semble même favoriser mon dessein. Ce sera un a parte du personnage que j'y joue. […] D'ailleurs l'âge avancé qui m'a mis insensiblement dans le port m'empêche de craindre des tempêtes que j'eusse autrefois appréhendées : la vieillesse de l'aigle vaut bien la jeunesse des alouettes… »

#### Quelques portraits
C'est peut-être de ce vieil aigle que le chartreux Noël Argonne, dit Bonaventure d'Argonne, se souviendra, quand il écrira, vers la fin du siècle : 

« L'Académie française le considérait comme un de ses premiers sujets, mais le monde le regardait comme un bourru qui vivait à sa fantaisie et en philosophe sceptique. Sa physionomie et sa manière de s'habiller faisaient juger, à quiconque le voyait, que c'était un homme extraordinaire. Il marchait toujours la tête levée et les yeux attachés aux enseignes des rues par où il passait. Avant que l'on m'apprît qui il était, je le prenais pour un astrologue ou pour un chercheur de secrets et de pierre philosophale… »

Le long portrait que Madeleine de Scudéry fait de lui sous le nom de Cléanthe dans la dernière partie de sa Clélie (1660) se ressent peut-être du compliment qu'il lui adressait quelques années plus tôt dans un de ses Petits traités (« cette incomparable personne qui est notre admiration commune… ») et manque assurément de nuance dans l'éloge, mais témoigne également d'une belle affinité d'esprit : 

« [C']est un homme dont le mérite est digne de vénération et qui, par sa grande vertu, s'est mis au-dessus de l'envie et des envieux. […] Quoi [qu'il] soit déjà arrivé à cet âge où le temps a accoutumé d'effacer une partie des traits qui rendent la physionomie agréable, il a pourtant sur le visage une sérénité pleine d'esprit et de douceur, qui plaît infiniment. […] Il a toute sa vie si passionnément aimé l'étude qu'on peut dire qu'il n'a jamais passé de jour sans apprendre quelque chose ; aussi a-t-il composé un nombre infini de beaux ouvrages, qui sont des témoins irréprochables de son savoir et de sa vertu… »

Son neveu Roland Le Vayer de Boutigny le dépeindra dans un roman à clef, Tarsis et Zélie publié en 1665-1666, où il figure sous le nom d'Ariobarzane : 

« … Il était d’un tempérament fort bilieux, et comme Socrate avouait ingénument à ses amis qu’il avait le naturel enclin au mal, s’il ne l’eût corrigé par l’étude de la sagesse, aussi Ariobarzane confessait-il ingénument qu’il était naturellement prompt et colère, et agité de violentes passions, mais qu’il s’en était rendu le maître par son étude et par sa philosophie. Il en paraissait encore quelque chose dans le ton de sa voix, et quelquefois dans son action. Toutefois cela ne servait qu’à faire connaître davantage sa sagesse ; et de même que la fougue d’un cheval ne sert qu’à faire admirer l’adresse de celui qui le retient et qui le dompte, ainsi les fougues, pour ainsi dire, de son naturel ne servaient qu’à faire admirer l’empire que sa raison avait pris sur lui. »

Dans un « Mémoire de quelques gens de Lettres vivant en 1662 », dressé à la demande de Colbert et destiné à répartir les premières « pensions royales » de 1663, Jean Chapelain note, à propos de La Mothe Le Vayer » :

« Il est homme de beaucoup de lecture, dont il fait un grand fonds, tiré des auteurs grecs et latins, italiens et espagnols, et dont il compose ses ouvrages. Son style est clair mais sans élégance et sans figures, il est méthodique en tout ce qu’il traite, et épuise les matières, quoiqu’il y mette peu du sien. Il n’affirme guère et suspend son jugement à la manière des sceptiques, se contentant ordinairement d’alléguer dans les choses le pour et le contre. À l’âge où il est, on ne doit pas attendre qu’il entreprenne de longs ouvrages, quand il y aurait du génie.
Charles Sorel en fait un personnage, sous le nom de Hortensius,de son roman  "la véritable histoire de Francion". Il le décrit comme un personnage ridicule et prétentieux.. »

#### Dernières œuvres
Comme pour démentir le peu charitable pronostic de son collègue académicien Chapelain, le vieux retraité fera paraître, en dix ans, quelques-uns de ses plus savoureux ouvrages.
Ce sont d'abord, entre 1662 et 1664, neuf dialogues avec ses amis Marcus Bibulus (Samuel Sorbière), Xilinus (Charles Du Bosc) et Litiscus (Isaac La Peyrère), publiés en trois volumes sous le titre La Promenade. Il est intéressant de noter que La Mothe Le Vayer, qui se réfère rarement à la littérature contemporaine, pour laquelle il a peu de goût, fait allusion, dans le premier dialogue avec Marcus Bibulus, aux États et empires du Soleil de Savinien Cyrano de Bergerac, qui venaient d'être publiés au début de 1662 : « … je trouve que l’homme est un animal si défectueux, qu’aussi bien que notre commun ami de la Grande-Bretagne, j’ai honte d’être ce même homme, c’est-à-dire un animal si rempli d’imperfection et de sotte vanité tout ensemble. Je suis persuadé que Socrate avait le même dégoût, quand il protestait qu’il ne savait pas bien s’il était homme ou je ne sais quoi de plus monstrueux que Typhon n’était alors représenté. Et c’est vraisemblablement ce qu’a voulu nous faire concevoir un Visionnaire de ce temps, par la description de ce qui lui arriva dans une île solaire qu’il appelle des Oiseaux. Il assure que tous les volatiles qui en sont les habitants lui firent de si grands reproches de son espèce, pleins d’injustice et de cruauté, surtout envers les habitants de l’air, qu’il était perdu s’il n’eût désavoué d’être homme, soutenant qu’il était un singe qui lui ressemblait et se sauvant par ce stratagème. »
Viennent ensuite, de 1664 à 1666, trois volumes de Discours ou Homélies académiques,.

#### Mort du fils et remariage
En septembre 1664, il perd son fils François. C'est l'occasion, pour Gui Patin, de vitupérer une fois de plus ses collègues de la Faculté : 

« Nous avons ici un honnête homme bien affligé ; c’est M. de La Mothe Le Vayer, célèbre écrivain et ci-devant précepteur de M. le duc d’Orléans, âgé de septante-huit ans. Il avait un fils unique d’environ trente-cinq ans (sic), qui est tombé malade d’une fièvre continue, à qui MM. Esprit, Brayer et Bodineau ont donné trois fois le vin émétique et l’ont envoyé au pays d’où personne ne revient. »

Cette mort fait également l'objet d'un sonnet de condoléance adressé par Molière au vieux père,, lequel évoquera ce deuil, un an plus tard, dans sa 14e « Homilie académique » intitulée « Des Pères et des enfants » : 

« À propos du fils unique de Solon, c’est l’ordinaire de plaindre davantage les pères qui perdent le seul appui qu’ils avaient de leur vieillesse, et vous pouvez tous vous souvenir de m’avoir, il n’y a pas longtemps, consolé selon cette règle, sur un accident semblable qui m’avait rendu presque inconsolable. C’est pourquoi la louange que donne Cicéron au fils de Servius Sulpicius est fort bien prise, d’avoir regretté son père mort avec la même douleur qu’on ressent ordinairement dans la mort d’un fils unique […] Cependant, outre que les enfants représentent tous également le père, comme chaque pièce d’un miroir fait voir une même et semblable image, il n’arrive pas toujours que ces enfants uniques soient les plus à regretter, parce qu’il semble qu’ils aient plus de pente à dégénérer, par leur éducation trop molle ou autrement, que des puînés ou des cadets. »

À la fin du mois de décembre suivant, il se remarie, après neuf années de veuvage, avec une demoiselle d'âge mûr, Isabelle (ou Élisabeth) de La Haye, fille de Madeleine Palluau et Jean de La Haye-Vantelet, sieur de Brisson, ancien ambassadeur au Levant. Ses témoins sont Philippe d'Orléans et Henriette d'Angleterre. Des années plus tard, Tallemant des Réaux ajoutera une note à l'historiette qu'il a consacrée au « Maréchal de Brézé, son fils et Mademoiselle de Bussy » : 

« Le fils de La Mothe Le Vayer, qui était abbé, étant mort, le bonhomme se remaria. C'était un des plus faux philosophes qu'on eût jamais vus, et feu Madame lui dit un jour qu'il n'avait rien de philosophe que ses bottines. Il était si colère que lorsqu'un tison l'incommodait, il le jetait dans la place et le foulait aux pieds. Il allait quelquefois, pour faire dépit à son fils et à sa nièce, souper avec eux avec le visage tout gras de suif, car en se mettant au lit il se frottait de suif tout le visage. Quand sa nièce s'excusait sur la messe et qu'elle n'avait pas pu quitter Dieu : « Je veux que vous le quittiez et que vous ne me fassiez point attendre. » »

En 1666, paraît un volume intitulé Problèmes sceptiques.

« Le lecteur, lit-on dans la préface, ne se scandalisera pas, comme je crois, si je lui avoue franchement qu'encore que je le respecte autant qu'il se peut, je lui présente ici des jeux de mon loisir plutôt que des travaux où j'aie apporté beaucoup de circonspection. Ce sont des ébattements innocents d'une sceptique qui, sans rien déterminer, m'a fait imaginer ce que contiennent ces Problèmes, d'autant plus courts que j'ai congédié tout ce que j'ai pu me souvenir d'avoir dit ailleurs. »

Les Problèmes seront suivis, en 1667, d'un Doute sceptique. Si l'étude des belles lettres est préférable à toute autre occupation.
En 1669, le libraire Louis Billaine met en vente une édition (la quatrième) en quinze volumes des Œuvres de François de La Mothe Le Vayer, conseiller d'État ordinaire, préparée par son neveu Roland Le Vayer de Boutigny. La cinquième (et dernière) sera publiée à Dresde chez Michel Groll entre 1756 et 1759.

Au cours de la même année, La Mothe Le Vayer publie un Mémorial de quelques conférences avec des personnes studieuses. Dans son avis Au lecteur, il le présente en des termes non dénués de mélancolie : 

« Le plus grand et le plus utile divertissement qu'on puisse prendre, selon moi, après l'assiduité lassante des livres, se trouvera toujours dans les réduits qui s'établissent en plusieurs endroits et où les homes savants se rendent, soit pour le plaisir qu'ils trouvent de s'y voir, soit pour se communiquer les pensées dont ils ne veulent faire état qu'autant qu'elles seront approuvées par ceux dont ils respectent le jugement. C'est où j'ai passé une partie de mes plus beaux jours […] comme celui qui y cherchais beaucoup plus à m'instruire qu'à y débiter ce que je savais. Aussi je n'y donnais que les heures dont j'avais besoin pour me délasser l'esprit, imitant ceux qui vont chercher du feu chez leurs voisins sans s'y beaucoup arrêter, afin de le porter en leur demeure, où ils s'en doivent prévaloir. Je pratiquais à peu près la même chose à l'égard de ces honnêtes réduits, d'où je sortais toujours meilleur que je n'y étais entré, remportant dans mon cabinet les connaissances que j'y avais acquises, afin d'en profiter en les digérant et en les rendant miennes en quelque façon pour l'avenir, par l'application que je leur pourrais donner. […] Et d'autant que je ne manquais guère, dans un petit examen que je faisais le soir […], de coucher sur le papier ce que j'avais appris dans l'assemblée des hommes de savoir où je m'étais trouvé, j'ai dessein de repasser par-dessus le Mémorial que j'en ai conservé, tant parce que j'y aurai sans doute du plaisir que pour m'occuper sans peine, dans un âge si avancé qu'est le mien, à communiquer aux autres ce que j'ai autrefois jugé digne de remarque.[…] Si je change les noms des personnes dont je rapporterai les sentiments, ce sera avec une liberté qui a toujours été permise dans ce genre d'écrire. »

En 1670, paraissent (successivement ou simultanément, l'absence d'achevé d'imprimer ne permet pas de le dire) trois livres de La Mothe Le Vayer : 1) un recueil de treize brefs Soliloques sceptiques ; 2) une Introduction chronologique à l'Histoire de France pour Monsieur, dont l'épître dédicatoire commence par ces lignes : 

« Monseigneur, […] Votre Altesse Royale m'a témoigné qu'elle prendrait plaisir à repasser sur ce petit sommaire de notre Histoire que je dressai autrefois et dont le Roi voulut bien prendre connaissance, Sa Majesté y trouvant, depuis Pharamond jusqu'à lui, les actions de ses prédécesseurs en abrégé. Sa bonté et la vôtre me permirent alors d'accompagner de la vive voix une écriture si succincte, selon que de telles compositions, nommées acroamatiques par les Grecs, ont besoin d'être aidées par la parole… »

#### L'Hexaméron rustique
La troisième publication de l'année 1670 est la plus étonnante, la plus audacieuse aussi : il s'agit d'un volume intitulé Hexaméron rustique ou le Six journées passées à la campagne entre des personnes studieuses. Contrairement à ce qui s'écrit parfois, le livre n'est pas publié sous la signature de « Tubertus Ocella », qui n'est qu'une des six « personnes studieuses » ; le nom de l'auteur ne figure pas au titre, mais on peut lire, à la dernière page, un extrait du privilège accordé vingt ans plus tôt à « Monsieur de La Mothe Le Vayer, conseiller du roi en ses conseils ». Il sera mis à l'Index par décret du 18 mai 1677.
Un certain nombre d'indices donnent à penser que ce séjour « à la campagne pendant la belle saison de l'automne » a eu lieu une dizaine d'années plus tôt, que l'auteur en a écrit la relation à l'époque même et que sa publication tardive obéit à un simple principe de prudence.

La table des matières ne cherche guère à dissimuler ce qu'il y de jeu et d'audace dans plusieurs de ces communications : 

« I. journée : Que les meilleurs écrivains sont sujets à se méprendre, par Égisthe. II. journée : Que les plus grands auteurs ont besoin d'être interprétés favorablement, par Marulle. III. journée : Des parties appelées honteuses aux hommes et aux femmes, par Racemius. IV. journée : De l'Antre des Nymphes, par Turbertus Ocella. V. journée : De l'éloquence de Balzac, par Ménalque. VI. journée : De l'intercession de quelques saints particuliers, par Simonidès. »

La Mothe Le Vayer meurt le 9 mai 1672. Quelque trente ans plus tard, on lira dans le Chevræana : 

« Ceux qui ont eu quelque connaissance de M.D.L.M.L.V. sont informés de son caractère, et il est aisé de remarquer dans la plus grande partie de ses ouvrages que les relations de tous les pays fort éloignés étaient son divertissement et son charme. Quand il avait la mort sur les lèvres, et qu’il n’y avait plus de temps à perdre pour s’occuper sérieusement à son salut, il fut visité de M. Bernier son bon ami, et il ne l’eut pas plus tôt reconnu qu’il lui demanda : Eh bien ! quelles nouvelles avez-vous du Grand Mogol ? Ce furent presque les dernières paroles qu’il eut la force de prononcer, et quelque temps après il rendit l’esprit. »

## La pensée
Un critique du XIXe siècle a porté ce jugement sur lui : 

« Caractère modéré et élevé, auquel on a reproché des licences d’expression alors admises, et qu’on a injustement accusé d’athéisme ; homme de beaucoup d’esprit, bien qu’à en croire [Guez de] Balzac il se plût à mettre en œuvre l’esprit des autres ; en possession de lectures immenses qui lui valurent dans son temps les titres de Plutarque et de Sénèque français ; doué d’une mémoire étonnante, qui se révèle par un luxe de citations ; professant un culte judicieux pour l’antiquité, montrant une connaissance familière des temps modernes, déployant en toute circonstance une manière d’écrire facile, piquante, pleine d’intérêt et de gaieté, La Mothe Le Vayer est digne de prendre place entre Montaigne et Pierre Bayle ; moins original que le premier, mais aussi érudit que le second. »

La plupart de ses écrits visent à enseigner « la sceptique chrétienne », qui apprend à former des doutes « sur tout ce que les dogmatiques établissent de plus affirmativement dans toute l’étendue des sciences » et qui « doute même de ses doutes ». S’il lui donne le nom de chrétienne, c’est que « ce système a par préférence cela de commun avec l’Évangile, qu’il condamne le savoir présomptueux des dogmatiques et toutes ces vaines sciences dont l’apôtre nous a fait tant de peur ». Au fond, son but est, suivant le précepte de Sextus Empiricus, dont il invoque souvent l’autorité, le repos, la tranquillité d’âme dans l’indifférence.

## Œuvres
La seule bibliographie des œuvres de La Mothe Le Vayer accessible en ligne est celle procurée par Ernest Tisserand dans son édition de Deux dialogues faits à l'imitation des anciens [sur la Divinité et sur l'Opiniâtreté], Paris, Éditions Brossard, Collection des Chefs-d'œuvre méconnus, 1922, p. 235-252.

### Rééditions contemporaines
- Dialogues faits à l'imitation des Anciens, texte revu par André Pessel, Corpus des œuvres de philosophie en langue française, Paris, Fayard, 1988.
- Dialogues faits à l'imitation des Anciens, édition critique par Bruno Roche, Paris, H. Champion, coll. « Libre pensée et littérature clandestine », no 60, 2015  (ISBN 978-2-74532-703-1).
- Hexaméron rustique ou Les six journées passées à la campagne entre des personnes studieuses, éd. établie par Gabriel Los d'Urizen, Paris, Paris-Zanzibar, 1997.
- Petit traité sceptique sur cette commune façon de parler : "N'avoir pas le sens commun" (1646), édition et postface de Lionel Leforestier, Gallimard / Le Promeneur, 2003.
- De la patrie et des étrangers et autres petits traités sceptiques, édition présentée et établie par Philippe-Joseph Salazar, Desjonquères, 2003.
- De la vertu des païens, dans Libertins du XVIIe siècle, t. 2, Paris, Gallimard, Bibliothèque de la Pléiade, 2004.
- Hexaméron rustique ou Les six journées passées à la campagne entre des personnes studieuses, présentation de Joseph Beaude, préface de Michel Onfray, La Versanne, Encre marine, Bibliothèque hédoniste, 2005.
- De la liberté et de la servitude, éd. et postface de Lionel Leforestier, Gallimard / Le Promeneur, 2007.
- Prose chagrine, éd. de Guillaume Tomasini, Klincksieck, 2012.
- Traités sur l'histoire (1638-1677). La Mothe Le Vayer, Le Moyne, Saint-Réal, Rapin, sous la direction de Gérard Ferreyrolles, Paris, Honoré Champion, 2013. Contient le Discours de l'Histoire (1638) et l'opuscule Du peu de certitude qu'il y a dans l'Histoire (1668).